# CGB1
CGB1 (англ. Chorionic gonadotropin beta subunit 1) – білок, який кодується однойменним геном, розташованим у людей на короткому плечі 19-ї хромосоми. Довжина поліпептидного ланцюга білка становить 187 амінокислот, а молекулярна маса — 20 468.
| 10         |  | 20         |  | 30         |  | 40         |  | 50         |
| ---------- |  | ---------- |  | ---------- |  | ---------- |  | ---------- |
| MSTFPVLAED |  | IPLRERHVKG |  | RVDPHFRAPK |  | MEMFQRLLLL |  | LLLSMGGTWA |
| SKEPLRPRCR |  | PINATLAVEK |  | EGCPVCITVN |  | TTICAGYCPT |  | MTRVLQGVLP |
| ALPQVVCNYR |  | DVRFESIRLP |  | GCPRGVNPVV |  | SYAVALSCQC |  | ALCRRSTTDC |
| GGPKDHPLTC |  | DDPRFQDSSS |  | SKAPPPSLPS |  | PSRLPGP    |  |            |

A: Аланін

C: Цистеїн

D: Аспарагінова кислота

E: Глутамінова кислота

F: Фенілаланін

G: Гліцин

H: Гістидин

I: Ізолейцин

K: Лізин

L: Лейцин

M: Метіонін

N: Аспарагін

P: Пролін

Q: Глутамін

R: Аргінін

S: Серин

T: Треонін

V: Валін

W: Триптофан

Кодований геном білок за функцією належить до гормонів. 
Задіяний у такому біологічному процесі, як альтернативний сплайсинг. 
Секретований назовні.